# 뒷담화: 감독이 미쳤어요
《뒷담화: 감독이 미쳤어요》는 2013년 공개된 대한민국의 드라마 영화이다.

## 줄거리
미친 감독 때문에 열 받은 14인의 배우들,
내숭 없는 그들의 리얼 비하인드 스토리가 밝혀진다!
윤여정, 박희순, 강혜정, 오정세, 김민희, 김옥빈, 류덕환, 이하늬, 김남진, 최화정, 김C, 정은채, 이솜 등
대한민국의 내로라하는 배우들이 한 자리에 모인다.
바로 이감독의 새 작품인 광고용 단편 영화의 촬영 현장.
하지만 정작 현장에 있어야 할 감독은 나타나지 않고 곧 배우들은 충격적인 소식을 듣게 된다.
이감독이 사상 최초로 인터넷을 이용해 원격 연출 영화를 찍겠다며 할리우드로 홀연히 떠났다는 것!
말도 안 되는 이야기에 반신반의하던 배우들은 이감독이 인터넷 화상을 통해 모습을 드러내자 경악을 감추지 못한다.
하지만 촬영은 시작되고, 감독 없는 촬영장은 그야말로 멘붕 그 자체다.
이감독에 대한 뒷담화가 작렬하는 현장.
촬영이 진행될수록 배우들의 불만은 점점 고조되고, 불만은 결국 분노가 되어 가는데...
이제 배우들은 열 받은 얼굴로 모두들 외친다!
“감독이 미쳤어요!”